# Liridon Mulaj
Liridon Mulaj (Biel/Bienne, 4 gennaio 1999) è un calciatore svizzero, centrocampista del Neuchâtel Xamax.

## Biografia
Nato in Svizzera, ha origini kosovare.

## Carriera

### Club
Mulaj è cresciuto nei settori giovanili di Bienne e Neuchâtel Xamax. Con quest'ultimo club ha esordito nel calcio professionistico nell'incontro di Challenge League vinto 4-1 contro il Winterthur il 1º ottobre 2016. Il 12 agosto 2017 ha trovato la via del gol per la prima volta realizzando 7 reti nell'incontro di Coppa Svizzera vinto 21-0 contro il Montfaucon. Ha giocato il suo primo incontro in Super League il 2 settembre 2018, nel match perso 3-2 contro il San Gallo.
Il 12 gennaio 2019 è stato ceduto in prestito al Winterthur fino al termine della stagione. Nel 2020 è stato ceduto a titolo definitivo al Kriens.
Il 19 agosto 2022 si è trasferito allo Stade Lausanne-Ouchy con cui al termine della stagione ha ottenuto la promozione in Super League.

### Nazionale
Ha giocato nelle nazionali giovanili svizzere Under-16, Under-19 ed Under-20.

## Statistiche

### Presenze e reti nei club
Statistiche aggiornate al 3 dicembre 2023.
| Stagione        | Squadra              | Campionato      | Campionato | Campionato | Coppe nazionali | Coppe nazionali | Coppe nazionali | Coppe continentali | Coppe continentali | Coppe continentali | Altre coppe | Altre coppe | Altre coppe | Totale | Totale | Totale |
| Stagione        | Squadra              | Comp            | Pres       | Reti       | Comp            | Pres            | Reti            | Comp               | Pres               | Reti               | Comp        | Pres        | Reti        | Pres   | Reti   |        |
| --------------- | -------------------- | --------------- | ---------- | ---------- | --------------- | --------------- | --------------- | ------------------ | ------------------ | ------------------ | ----------- | ----------- | ----------- | ------ | ------ | ------ |
| 2016-2017       | Neuchâtel Xamax      | ChL             | 2          | 0          | CS              | 0               | 0               |                    | -                  | -                  |             | -           | -           | 2      | 0      |        |
| 2017-2018       | Neuchâtel Xamax      | ChL             | 16         | 1          | CS              | 1               | 7               |                    | -                  | -                  |             | -           | -           | 17     | 8      |        |
| 2018-gen. 2019  | Neuchâtel Xamax      | SL              | 2          | 0          | CS              | 0               | 0               |                    | -                  | -                  |             | -           | -           | 2      | 0      |        |
| gen.-giu. 2019  | Winterthur II        | 1L              | 3          | 1          |                 | -               | -               |                    | -                  | -                  |             | -           | -           | 3      | 1      |        |
| gen.-giu. 2019  | Winterthur           | ChL             | 4          | 0          | CS              | 0               | 0               |                    | -                  | -                  |             | -           | -           | 4      | 0      |        |
| 2019-2020       | Neuchâtel Xamax II   | 2L              | 2          | 2          |                 | -               | -               |                    | -                  | -                  |             | -           | -           | 2      | 2      |        |
| 2019-2020       | Neuchâtel Xamax      | SL              | 10         | 0          | CS              | 1               | 0               |                    | -                  | -                  |             | -           | -           | 11     | 0      |        |
| 2020-2021       | Kriens               | ChL             | 34         | 4          | CS              | 2               | 1               |                    | -                  | -                  |             | -           | -           | 36     | 5      |        |
| 2021-2022       | Kriens               | ChL             | 29         | 5          | CS              | 2               | 1               |                    | -                  | -                  |             | -           | -           | 31     | 6      |        |
| 2022-2023       | Stade Lausanne-Ouchy | ChL             | 29         | 8          | CS              | 1               | 0               |                    | -                  | -                  |             | -           | -           | 30     | 8      |        |
| 2023-2024       | Stade Lausanne-Ouchy | SL              | 13         | 3          | CS              | 3               | 0               |                    | -                  | -                  |             | -           | -           | 16     | 3      |        |
| Totale carriera | Totale carriera      | Totale carriera | 144        | 24         |                 | 10              | 9               |                    | -                  | -                  |             | -           | -           | 154    | 33     |        |